# مسجد أحمد المكي
مسجد أحمد المكي من مساجد بغداد التاريخية القديمة، ويقع بالقرب من الحضرة القادرية، في محلة فضوة عرب ومقابل عگد الجري، وشيده الشيخ أحمد بن علي بن أحمد الشيبي الحنبلي في العقد 1600م، والشيخ أحمد اصلهُ من مكة وهو من بني شيبة من حجاب الكعبة، ولقد قدم إلى بغداد أواخر القرن التاسع الهجري، وسكن بها وسلك طريقة التصوف القادرية، وذاعت شهرتهُ، ولما أدركته الوفاة أوصى أن يدفن في حديقة دارهِ، الذي صار فيما بعد تكية للصوفية ثم هدمت الدار واعيد بناؤها لتكون مسجداً، وفي عام 1419هـ /1999م، بنيت للمسجد مئذنة وشيدت عليهِ قبة جميلة على الطراز البغدادي مزينة بزخارف وهذا المسجد عامر بالمصلين، وتقام فيهِ الصلوات الخمسة حالياً وهو مستلم من قبل ديوان الوقف السني في العراق وحالتهُ مضبوطة.
وللشيخ أحمد المكي مؤلفات مخطوطة لم تطبع، ولقد وضعت لوحة على مرقدهِ كتب عليها أسمهُ ونسبه وهو: أحمد بن سعيد بن وهب بن عثمان بن طلحة بن عبد الله بن عبد العزى بن عثمان بن عبد الدار بن قصي من سدنة الكعبة.